# Place du Général-Leclerc (Fontenay-sous-Bois)
Pour les articles homonymes, voir Place du Général-Leclerc.
La place du Général-Leclerc est un carrefour de Fontenay-sous-Bois,.

## Situation et accès
Cette place est le point de rencontre, dans les sens des horloges d'une montre, de :
- la rue Charles-Bassée,
- la rue de Rosny,
- la rue de Neuilly (ex rue du Grand-Bout[3]),
- la rue de l'Ancienne-Mairie (ex rue de Nogent et ex rue de la Mairie),
- la rue Notre-Dame,
- la rue Mauconseil.

## Origine du nom
En 1948, cette place a été renommée ainsi en hommage au Maréchal Philippe Leclerc de Hauteclocque.

## Historique
C'est sur cette place que s'élevait la grange où était entreposées les récoltes provenant de la dîme. À partir de la Révolution, elle a pris le nom de « place d'Armes ».
Elle est pavée à la suite de la délibération du Conseil municipal du 10 mai 1838.

## Bâtiments remarquables et lieux de mémoire

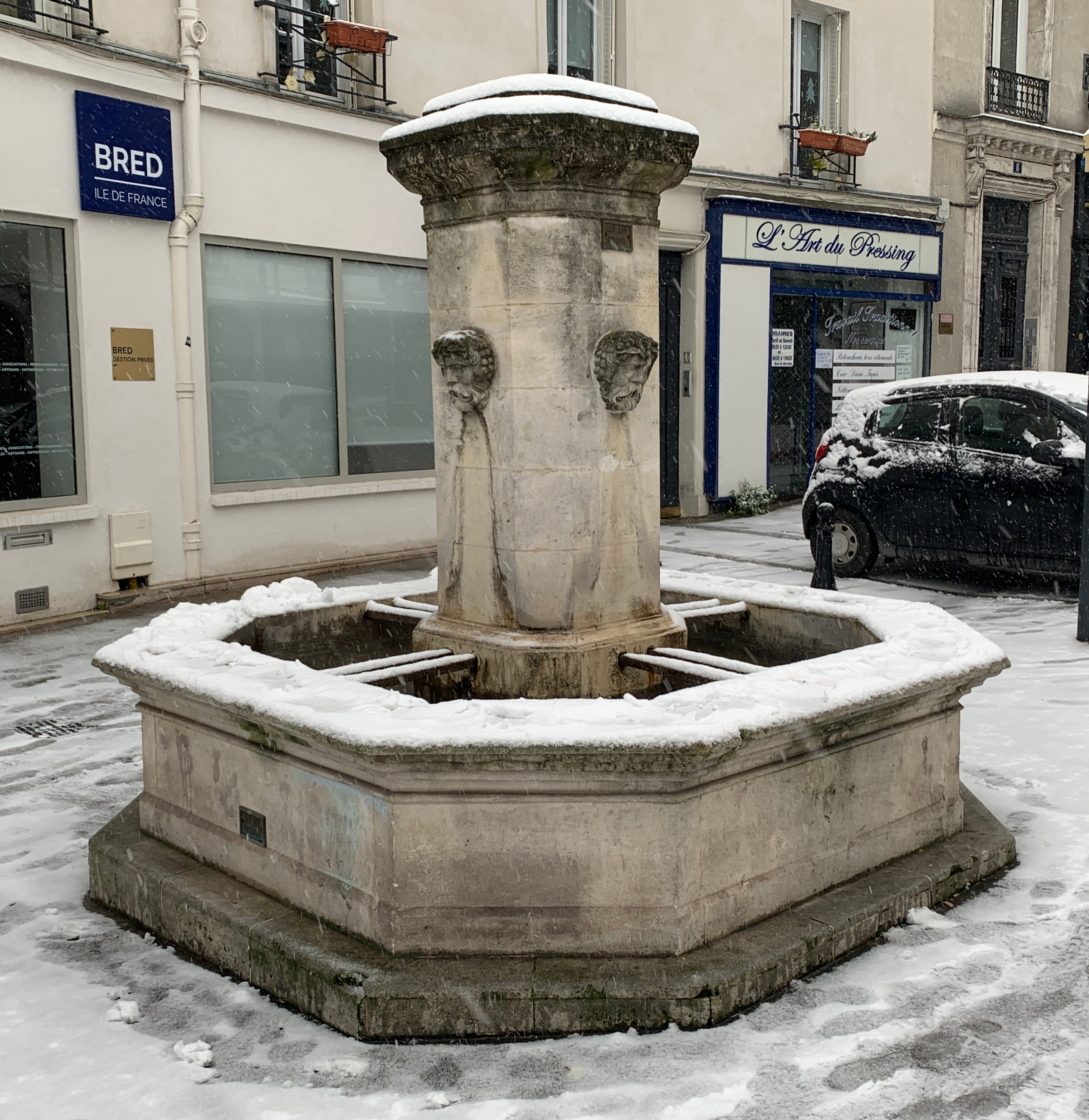
Fontaine de la place d'Armes.

- Église Saint-Germain-l'Auxerrois de Fontenay-sous-Bois, datant de la fin du XIVe siècle.
- La fontaine de l'ancienne place d'Armes, supprimée vers 1862, réinstallée en 2002 lors du réaménagement du carrefour[6].